# Selma (Texas)
Selma è un centro abitato degli Stati Uniti d'America, situato nella contea di Guadalupe, nella contea di Bexar e nella contea di Comal dello Stato del Texas.